# Salève

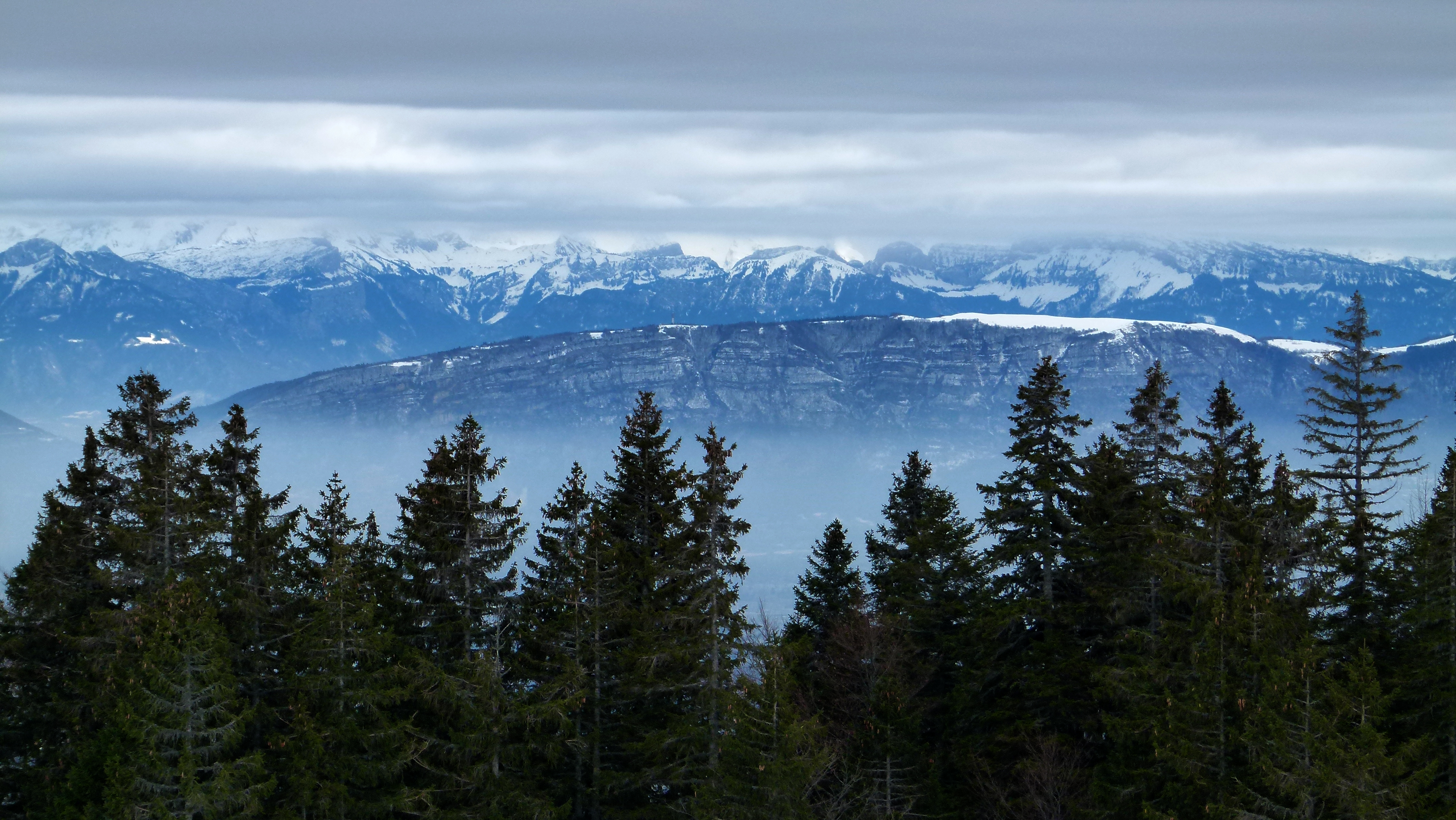
Blick auf den Salève vom Jura aus

Der Mont Salève ist ein im Département Haute-Savoie in Frankreich gelegener Berg der Savoyer Voralpen, nur sechs Kilometer von der Schweizer Stadt Genf entfernt, als deren Hausberg er gilt.
Der Salève ist ein 18 km langer von Südwest nach Nordost gestreckter Bergrücken, bestehend aus den Pitons im Südwesten, dem Grand Salève („Großer Salève“) und dem Petit Salève („Kleiner Salève“) im Nordosten. Er misst am Gipfel des le Grand Piton 1379 m. Zwischen dem Grand und dem Petit Salève verläuft ein tiefer Sattel, in dem das Dorf Monnetier liegt. Von 1892 bis 1935 führte eine elektrische Zahnradbahn vom Pas de l’Échelle bei Veyrier auf zwei Strecken sowohl um den Petit Salève als auch direkt nach Monnetier und von dort auf den Grand Salève. 1932 wurde das Nordende des Grand Salève mit einer Seilbahn (Architekt Maurice Braillard) bis auf 1120 m vom Pas de l’Échelle aus zugänglich gemacht. 
Die Ostseite des Salève senkt sich zur Molasse des Bornes-Plateaus relativ sanft ab, während die von der Erosion abgetragene Genfer Seite abrupt abfällt. Der Bergzug wird von mehreren engen und tiefen Schluchten eingeschnitten. Eine davon, die „Grande Varappe“, lieh zum Ende des 19. Jahrhunderts ihren Namen dem französischen Wort für Klettern (varapper), einer dort viel praktizierten Aktivität.
Die voreiszeitliche Talmulde von Monnetier, die den Petit Salève vom Grand Salève trennt, wurde von der Arve gegraben. Als der Salève sich schließlich hob, wich die Arve nach Nordosten aus, wo sie heute den Petit Salève umfließt.
Der Salève ist wegen seiner Nähe zu Annemasse und vor allem zu Genf ein beliebtes Ausflugsziel und bietet einen wunderbaren Blick über Genf, den Genfersee, den Süden des Jura, die Voralpen bis zum Mont-Blanc-Massiv und den Lac d’Annecy.
Für das Gleitschirmfliegen ist der Grand Salève wegen seiner guten Thermik an der steilen Genfer Westseite gut geeignet, was im Sommer vielfach genutzt wird.
siehe Grotte de la Mule

## Galerie

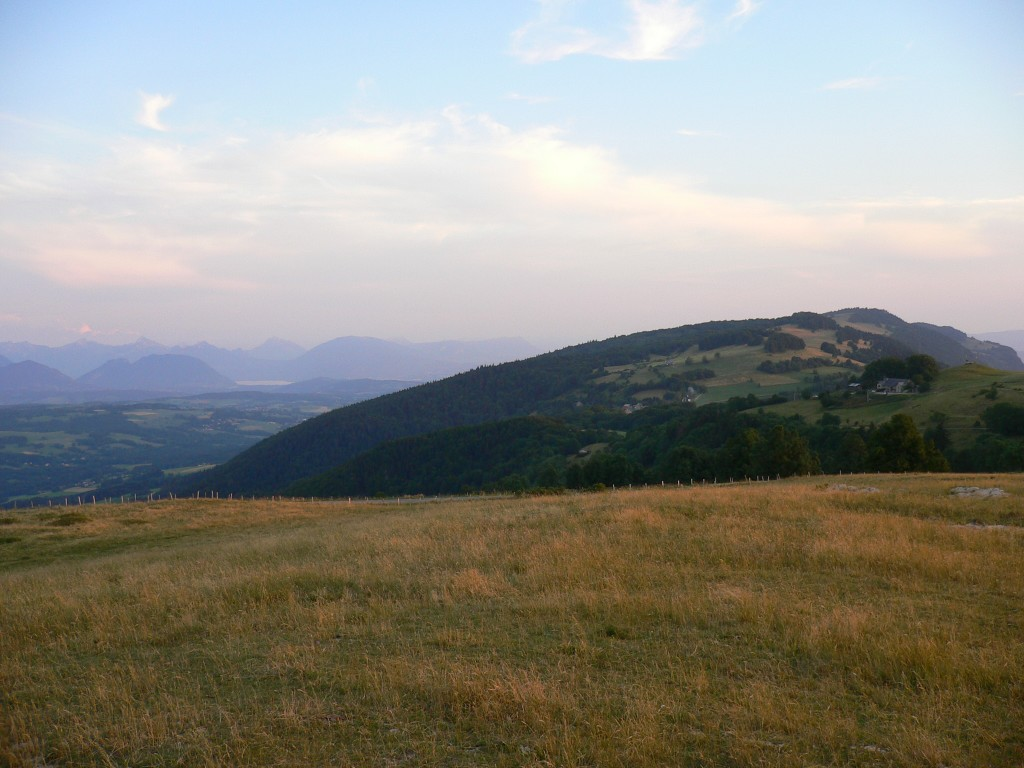
Blick vom Grand Salève nach Süden mit den „Pitons“ rechts und dem Lac d’Annecy links im Hintergrund
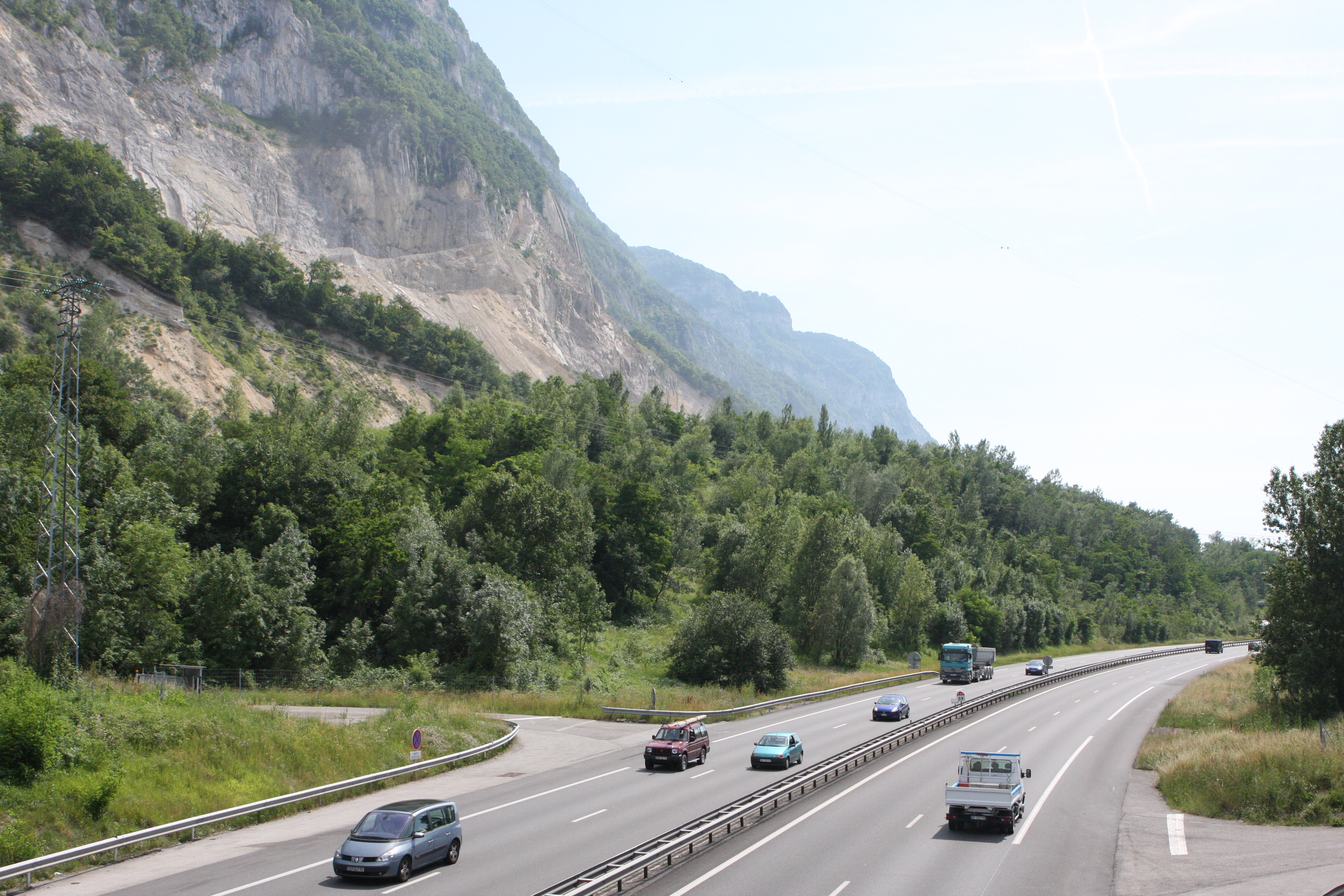
Autobahn A40 am Salève
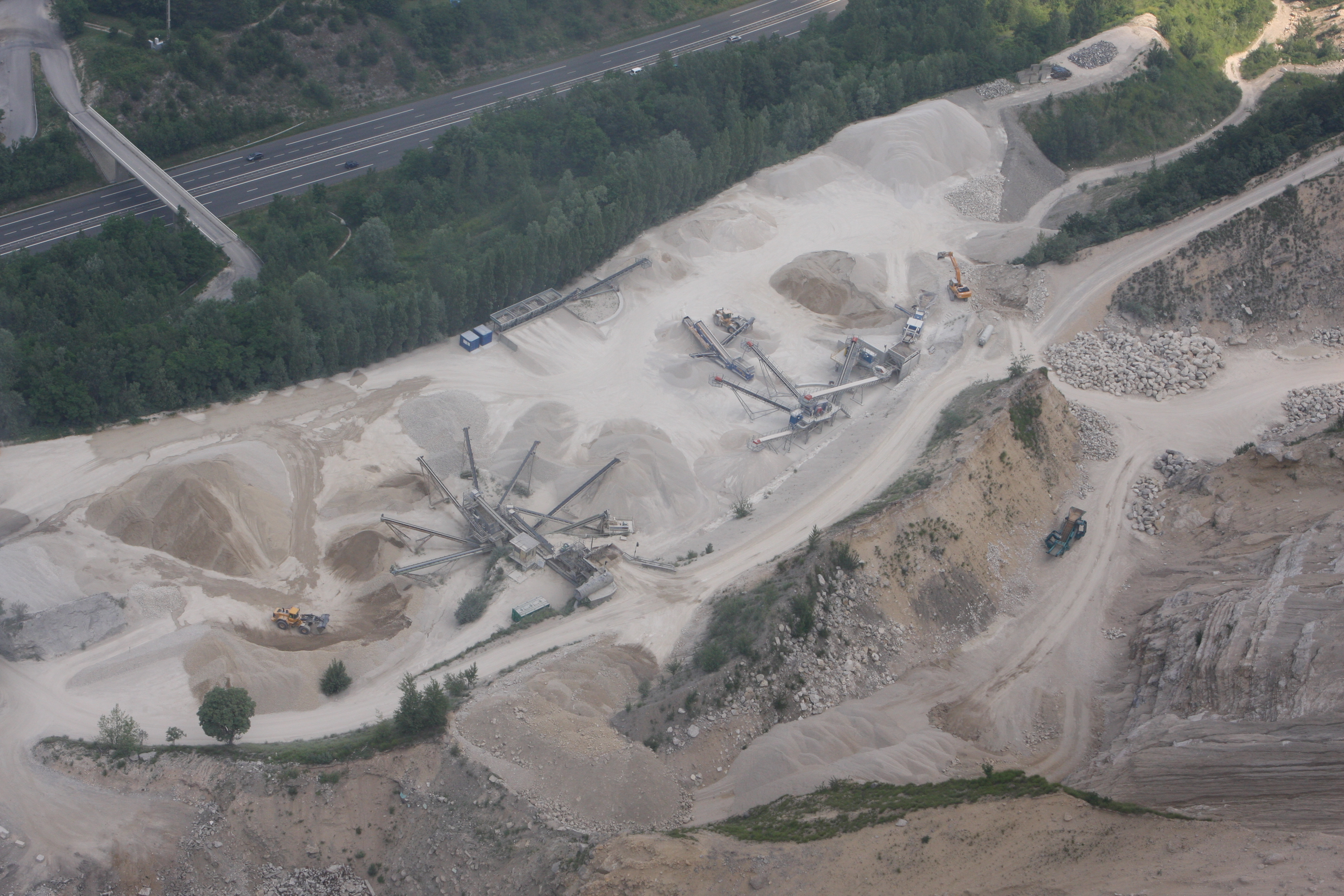
Steinbruch am Salève
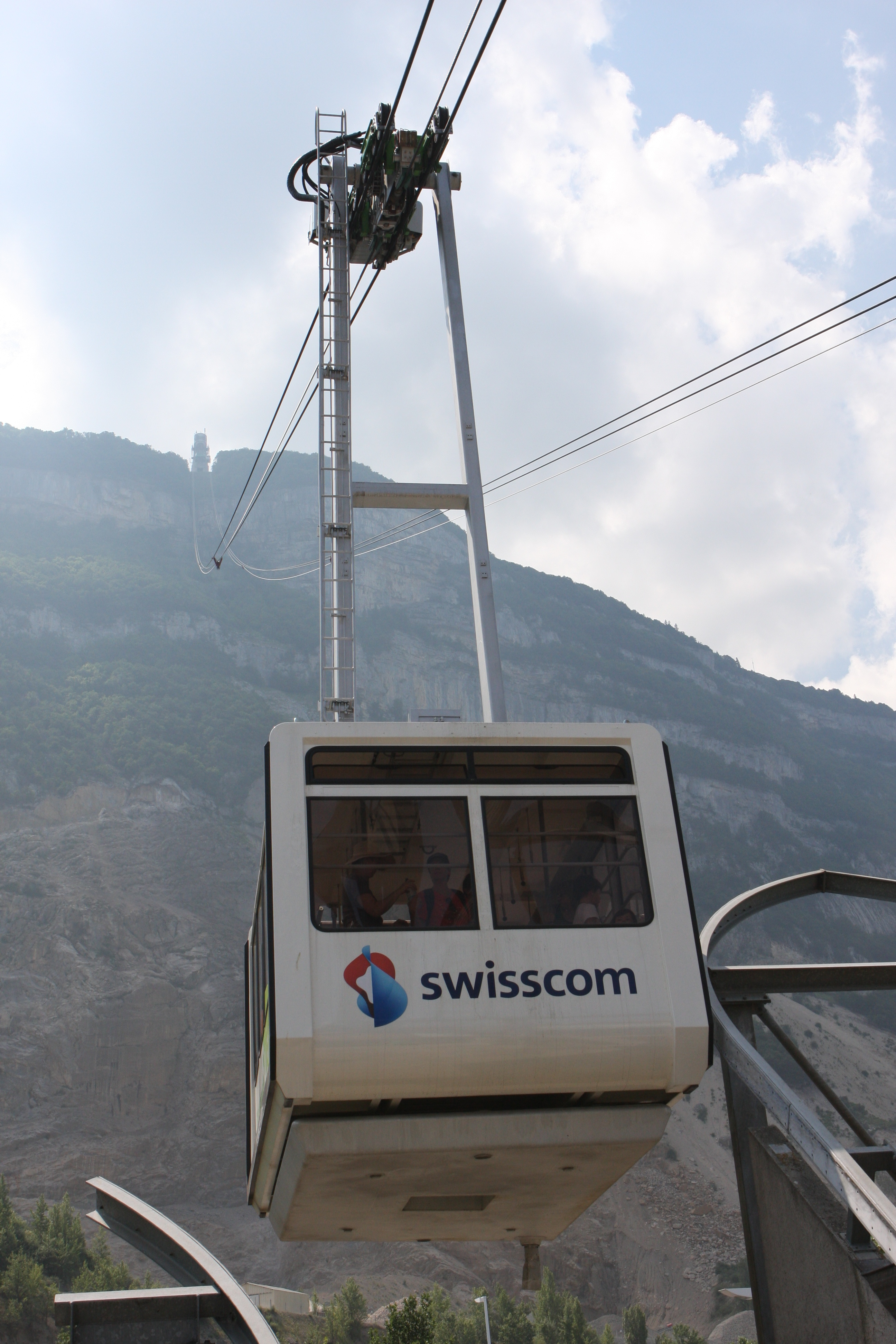
Seilbahn am Salève
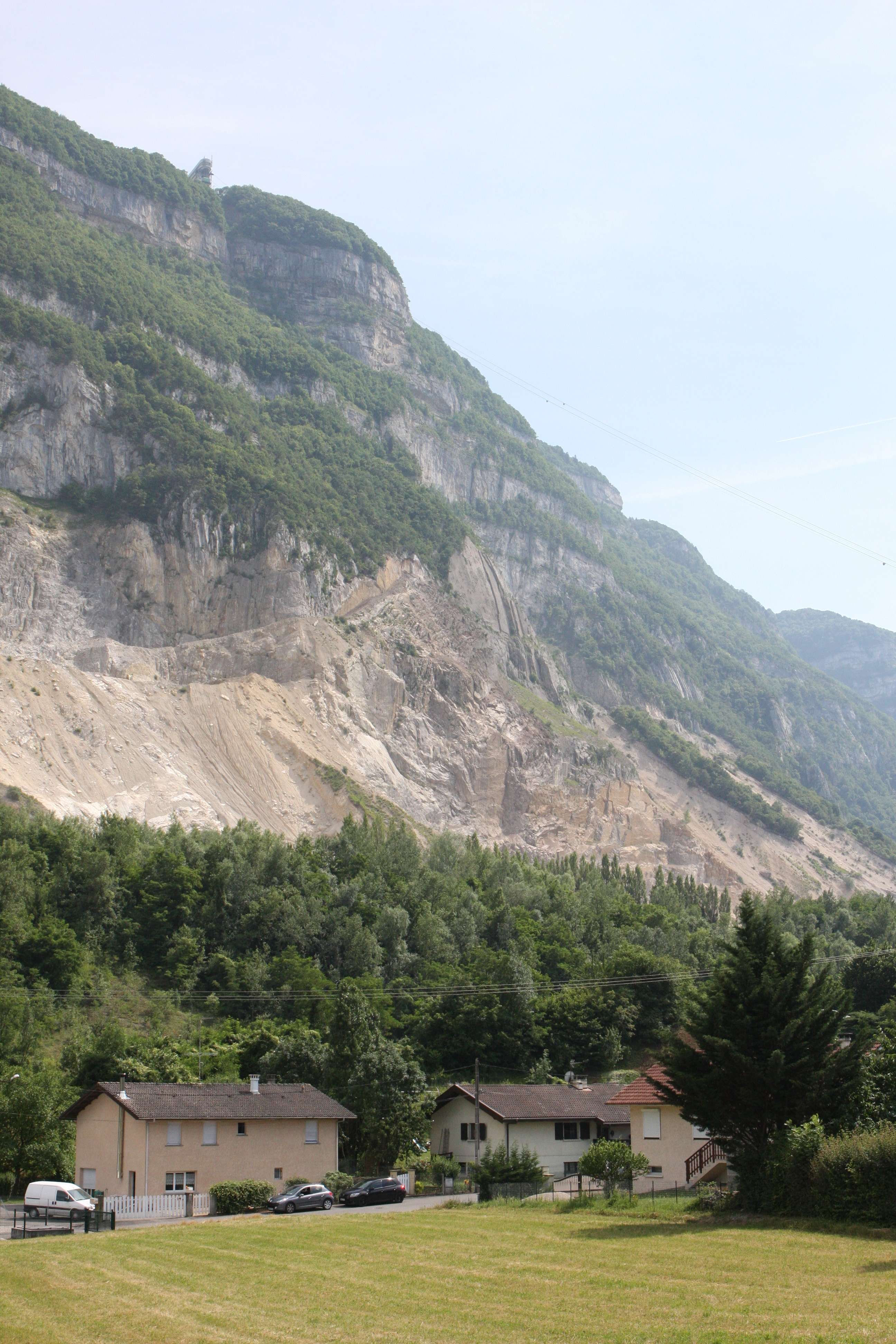
Salève
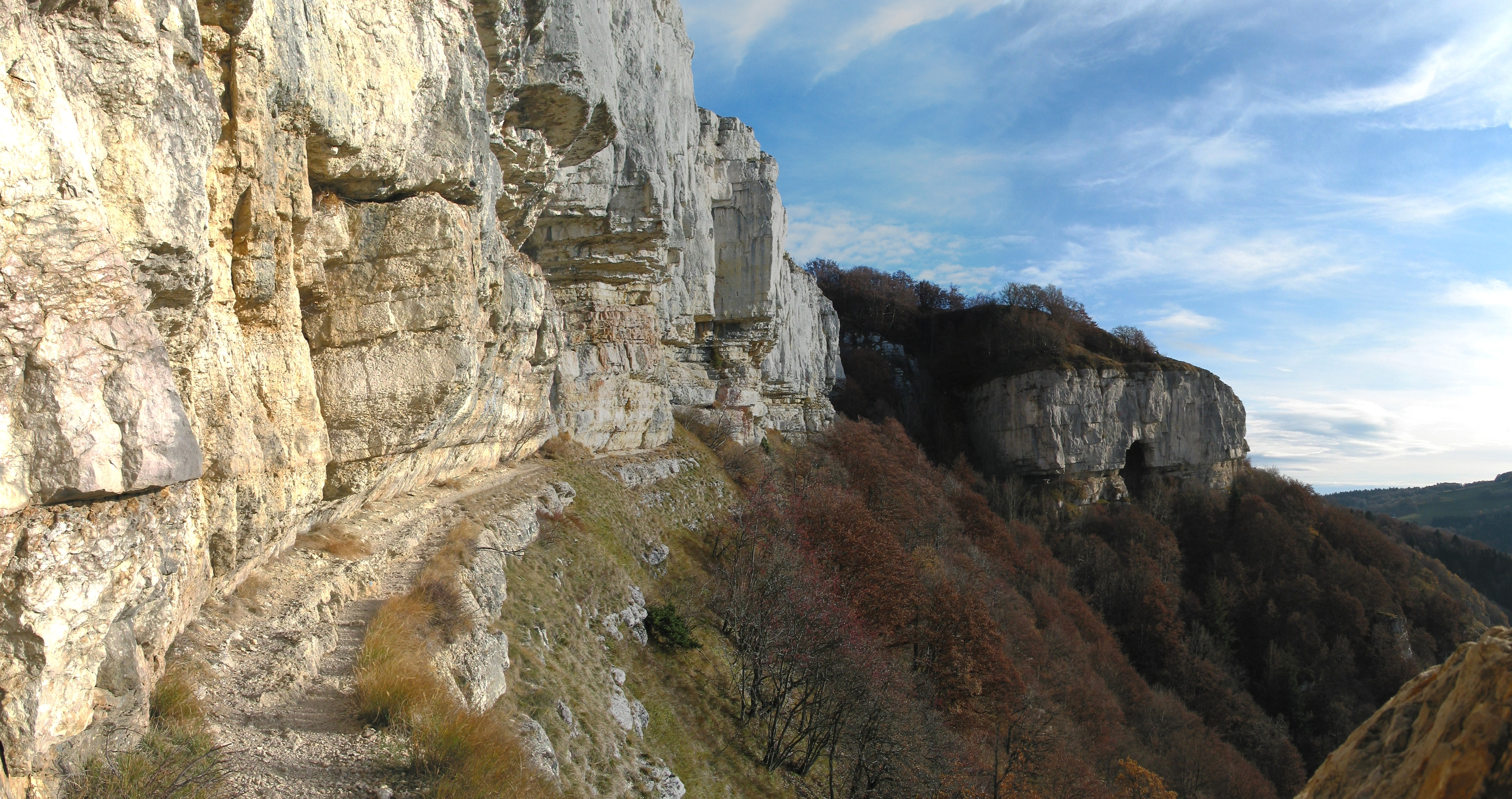
Trou de la Tine
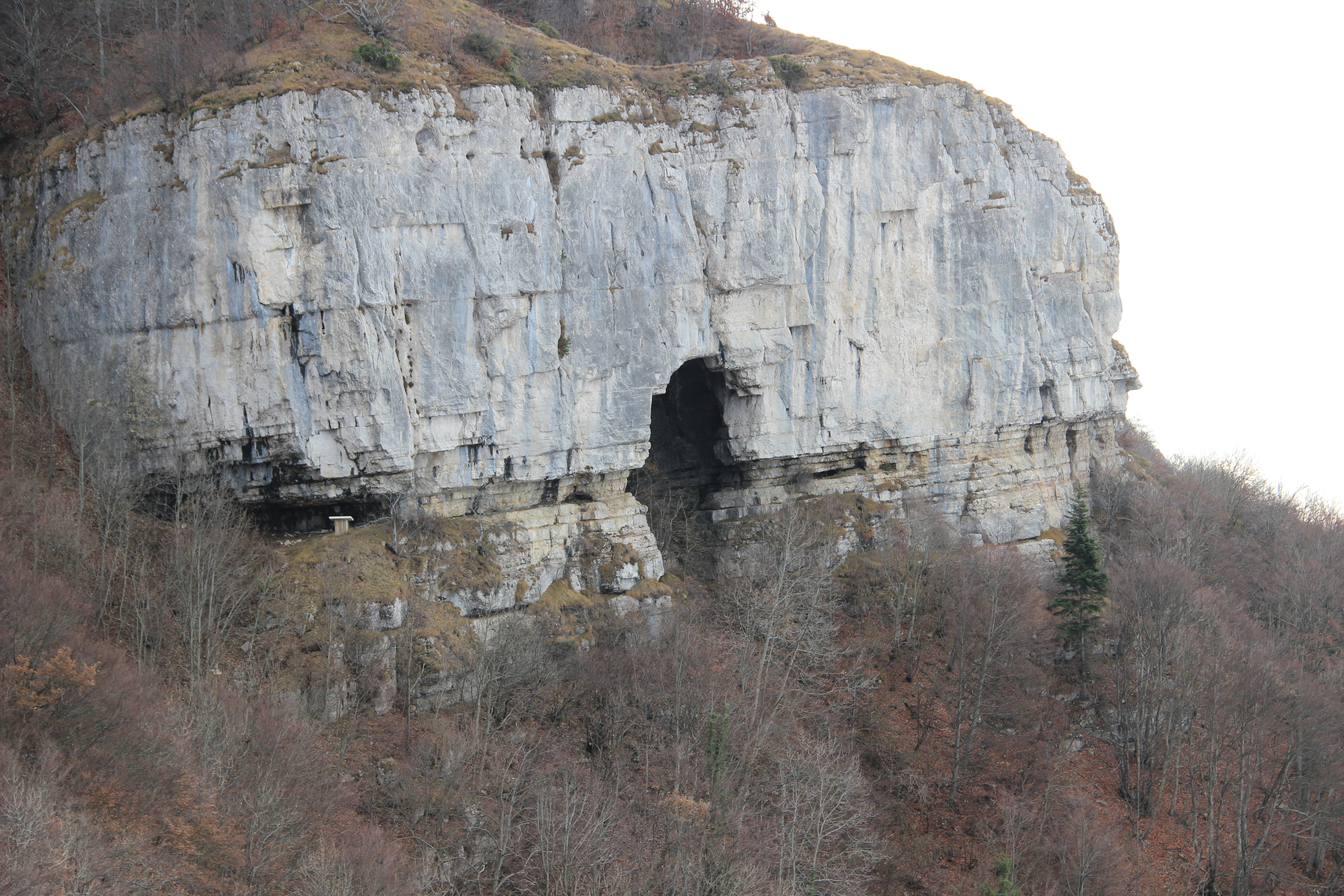
Trou de la Tine
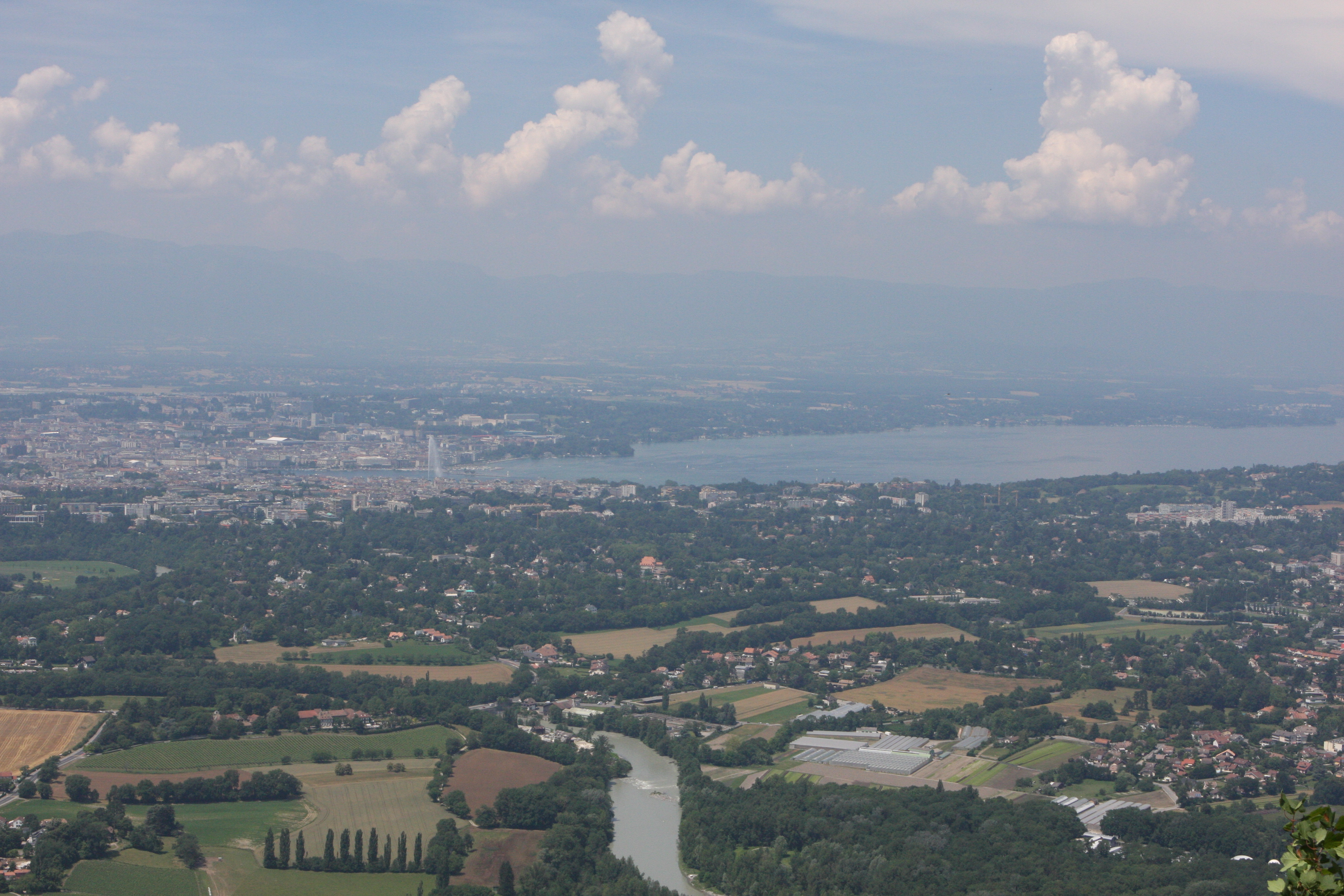
Genf und Genfersee vom Salève aus gesehen

## Panoramabilder

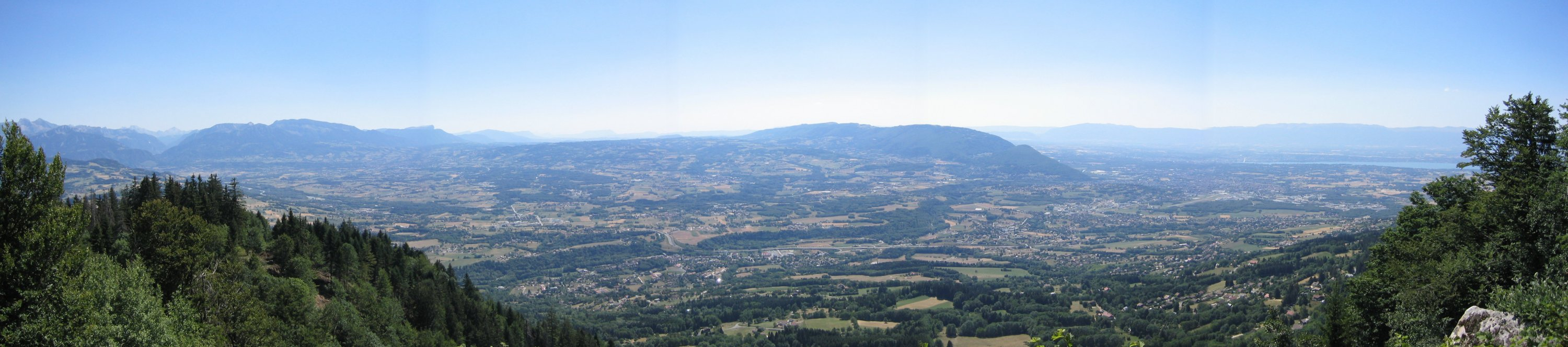
Der Salève von Nordosten

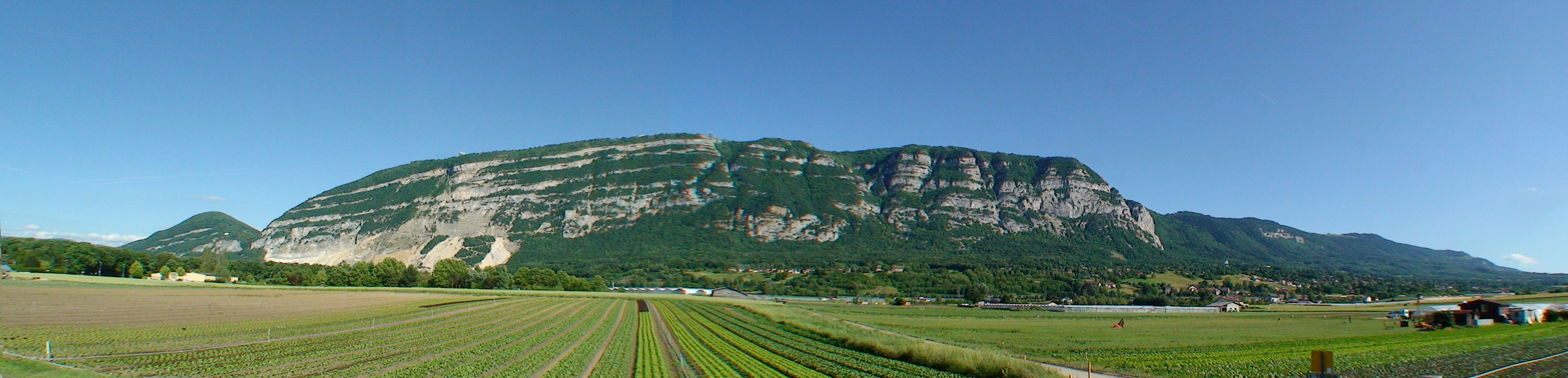
Der Salève von Nordwesten